# Cephalotes liogaster
Espèce
Synonymes
Cephalotes liogaster, est une espèce de fourmis arboricoles du genre Cephalotes.

## Distribution
Cette espèce est native du nord de l'Argentine.

## Description

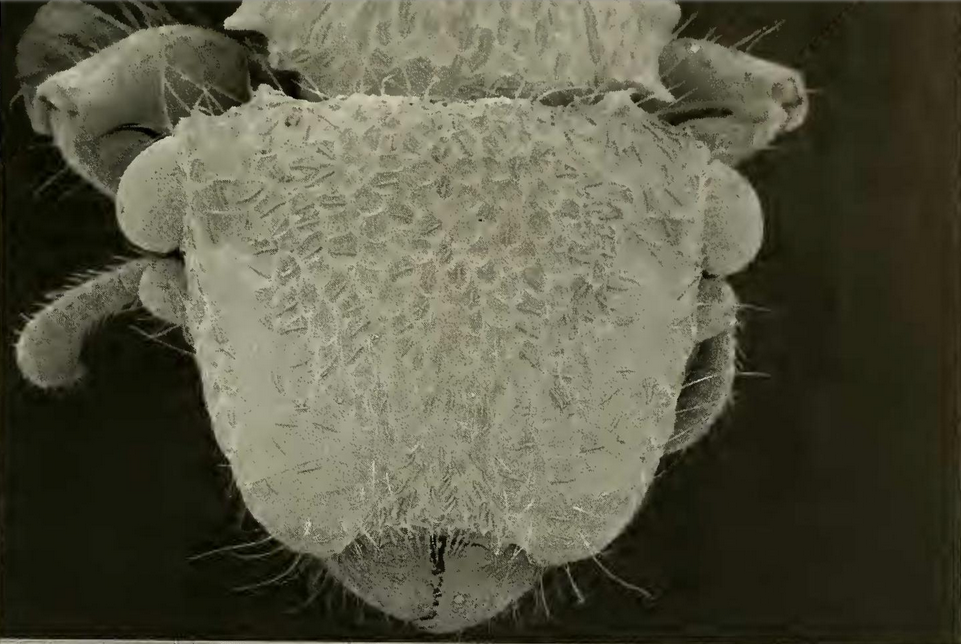
Tête d'ouvrière de C. liogaster.

Comme les autres espèces du genre Cephalotes, elles sont caractérisées par l'existence de soldats spécialisés dotés d'une tête surdimensionnée et plate ainsi que des pattes plus plates et plus larges que leurs cousines terrestres. Elles peuvent ainsi se déplacer d'un arbre à un autre dans une forêt.
Cephalotes liogaster fut décrite et classifiée pour la première fois par l'entomologiste suisse Félix Santschi, en 1916.

## Publication originale
Diversity and Adaptation in the Ant Genus Cephalotes Past and Present (Hymenoptera, Formicidae)